# John Elway
John Albert Elway (Port Angeles, 28 giugno 1960) è un ex giocatore di football americano statunitense. Ex quarterback dei Denver Broncos, con loro ha giocato per tutta la sua carriera professionistica e con essi ha vinto due Super Bowl nel 1997 (31-24 contro i Green Bay Packers) e nel 1998 (34-19 sugli Atlanta Falcons). Fu scelto come primo assoluto nel Draft NFL 1983 dai Baltimore Colts e subito girato ai Broncos.
È stato il primo quarterback ad aver giocato come titolare in cinque Super Bowl (prima delle 2 vittorie, aveva perso le finali del 1986, 1987 e 1989). Nel 1987 ha vinto il premio di MVP della NFL e nel 1998 è stato eletto MVP del Super Bowl nella vittoria contro i Falcons, nel corso della quale ha completato 18 passaggi su 29, per 336 yard e un touchdown, oltre ad avere segnato un touchdown su corsa, stabilendo il primato di giocatore della NFL più vecchio a correre un touchdown durante il Super Bowl. Dopo la conquista del secondo anello, Elway decise per il ritiro dall'attività agonistica.
Il 31 gennaio 2004 è stato inserito nella Pro Football Hall of Fame. Dal 2011 al 2020 ha ricoperto per i Broncos il ruolo di Vicepresidente Esecutivo per le operazioni di football e general manager, incarico con cui ha costruito la squadra che è andata a conquistare il Super Bowl 50.
Elway è stato anche un eccellente giocatore di baseball. Selezionato dai Kansas City Royals nel 1979 durante il draft della Major League Baseball, Elway preferì iscriversi alla Stanford University dove praticò entrambi gli sport (curiosamente i Royals selezionarono inutilmente anche un altro futuro grande quarterback: Dan Marino). Nel 1981 furono i New York Yankees a chiamarlo senza successo nella MLB.
Massone, è membro della South Denver- Lodge No. 93, di Denver.

## Carriera professionistica

### Draft NFL 1983
Nel Draft NFL 1983 Elway fu scelto come primo assoluto dai Baltimore Colts. È uno dei quattro soli quarterback della storia scelti come primi assoluti e poi introdotti nella Pro Football Hall of Fame: gli altri tre sono Terry Bradshaw, Troy Aikman e Peyton Manning.
Nei mesi prima del draft, Elway manifestò l'intenzione di non voler giocare per i Colts, allora tra le peggiori squadre della lega; inoltre suo padre gli sconsigliò dall'avere come allenatore Frank Kush, che aveva la reputazione di avere un carattere autoritario. Mentre Elway avrebbe preferito giocare a football, il suo agente Marvin Demoff affermò in seguito che il baseball era per lui "una vera opzione" all'epoca. Cosa più importante, questa ventilata possibilità diede ad Elway maggior potere nei negoziati coi Colts.
In previsione del draft, Elway tentò dapprima, senza successo, di negoziare un accordo privato coi Colts, facendo leva sul suo desiderio di rimanere nella West coast per essere ceduto; poi minacciò pubblicamente di giocare a tempo pieno nel baseball con i New York Yankees se i Colts non l'avessero scambiato; Demoff scrisse nel suo diario, pubblicato tre decenni dopo, che Elway "avrebbe preferito diventare uno spazzino piuttosto di giocare per Baltimore".
Il rifiuto espresso da Elway di andare ai Colts generò delle controversie: Bradshaw lo contestò apertamente, affermando "dovresti giocare a baseball ... non è il tipo di ragazzo con cui puoi vincere dei titoli". Molte altre squadre della NFL però iniziarono i negoziati coi Colts per il quarterback. Una possibilità era di scambiare Elway per Joe Montana dei San Francisco 49ers, la cui squadra aveva giocato una stagione 1982 negativa. Un'altra opzione era uno scambio coi San Diego Chargers, che stavano negoziando un nuovo contratto con la loro stella, il quarterback Dan Fouts. Anche i New England Patriots si dimostrarono interessati, ma i Colts non intendevano scambiare Elway con una squadra della propria division. Il general manager Ernie Accorsi voleva trattenere Elway a tutti i costi dal momento che, come egli stesso disse in seguito, non prevedeva (correttamente) che nel Draft NFL 1984 ci sarebbe stato un quarterback degno di essere scelto nel primo giro.
Il giorno del draft, Accorsi annunciò il nome di Elway immediatamente nei 15 minuti a disposizione per dichiarare la propria scelta, sorprendendo gli osservatori. Elway quello stesso giorno ribadì la sua decisione di non giocare per i Colts in una conferenza stampa, affermando "In questo momento, sono un giocatore di baseball". Quando un cronista gli fece notare che gli Yankees non hanno sede nella West coast, Elway replicò "Giocano a baseball in estate". I Colts, ad ogni modo, erano interessati all'offensive lineman Chris Hinton, che i Denver Broncos avevano scelto come quarto assoluto. Il 2 maggio il proprietario dei Colts Robert Irsay e Accorsi acconsentirono a scambiare Elway per Hinton, il quarterback di riserva Mark Herrmann e una scelta del primo giro del Draft 1984.

### Denver Broncos
Elway andò a Denver diventando uno degli atleti più attesi della storia della NFL. I giornali locali pubblicarono una rubrica chiamata "The Elway Watch" ("L'osservatorio Elway"). Elway debuttò coi Broncos nella prima gara della stagione contro i Pittsburgh Steelers al Three Rivers Stadium. Subì quattro sack nella sua prima partita per mano del linebacker e futuro Hall of Famer Jack Lambert. Anche se i Broncos erano una squadra da playoff nei suoi primi anni, Elway incontrò le tipiche difficoltà per un giovane quarterback ad adattarsi al football professionistico.

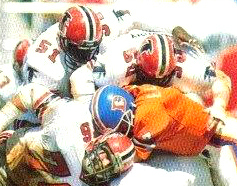
Elway (al centro) placcato durante una gara contro gli Atlanta Falcons a metà degli anni ottanta

Nella stagione 1986 Elway guidò i Broncos al Super Bowl XXI, dopo avere sconfitto i Cleveland Browns con la famosa serie di giocate soprannominate "The Drive". Nell'arco di 5 minuti e due secondi Elway guidò la sua squadra nel percorrere 98 yard di campo, pareggiando la partita a 37 secondi dal termine. Denver vinse poi la partita ai supplementari. Elway e i Broncos iniziarono bene il Super Bowl contro i New York Giants, portandosi in vantaggio 10–7 e poi arrivando a una yard dalla end zone dei Giants nel secondo quarto. Tuttavia, i Broncos persero cinque yard nelle successive tre giocate e terminarono l'azione a mani vuote quando il kicker Rich Karlis sbagliò il tentativo di field goal. Da quel momento in avanti, le cose volsero al peggio per i Broncos. Elway subì un sack nella end zone che diede luogo a una safety nel possesso successivo, accorciando il vantaggio a 10–9. Nel secondo tempo, i Giants segnarono 30 punti e vinsero la partita 39–20. Ad ogni modo, Elway disputò una prova notevole, passando 304 yard e un touchdown e segnandone un altro su corsa.
Nella stagione successiva, dopo aver conquistato il miglior record della AFC, Elway, MVP della stagione della NFL, sfidò nuovamente i Browns nella finale di conference. In vantaggio per 21-3 all'intervallo, i Broncos si fecero raggiungere sul 31-31 salvo poi salvarsi quando a 1'12" dal termine Earnest Byner, running back di Cleveland, perse la palla a 2 yard dalla end zone, nell'azione ricordata come The Fumble. Con la vittoria per 38-33 nella finale della AFC, Denver si trovò di fronte nel Super Bowl i Washington Redskins. La sfida partì bene, con Denver che si portò sul 10-0 nel primo quarto. All'epoca nessuna squadra aveva mai rimontato uno svantaggio di 10-0 nel Super Bowl. Nel secondo quarto però, i Redskins segnarono un record di 35 punti, finendo per vincere il Super Bowl XXII per 42–10. Da ricordare, nella prestazione di Elway, il suo passaggio da touchdown da 56 yard per Ricky Nattiel a solo un minuto e 57 secondi dall'inizio della gara, all'epoca il più veloce touchdown nella storia del Super Bowl. Divenne anche il primo quarterback della storia dell'evento a ricevere un passaggio, quando fece registrare una ricezione da 23 yard su passaggio dell'halfback Steve Sewell. Con una difesa incapace di fermare l'attacco dei Redskins, Elway fu costretto a prendersi più rischi sul fronte offensivo. Come risultato, la sua prestazione fu abbastanza deludente: solamente 14 passaggi completati su 38 per 257 yard e un touchdown, con tre intercetti.

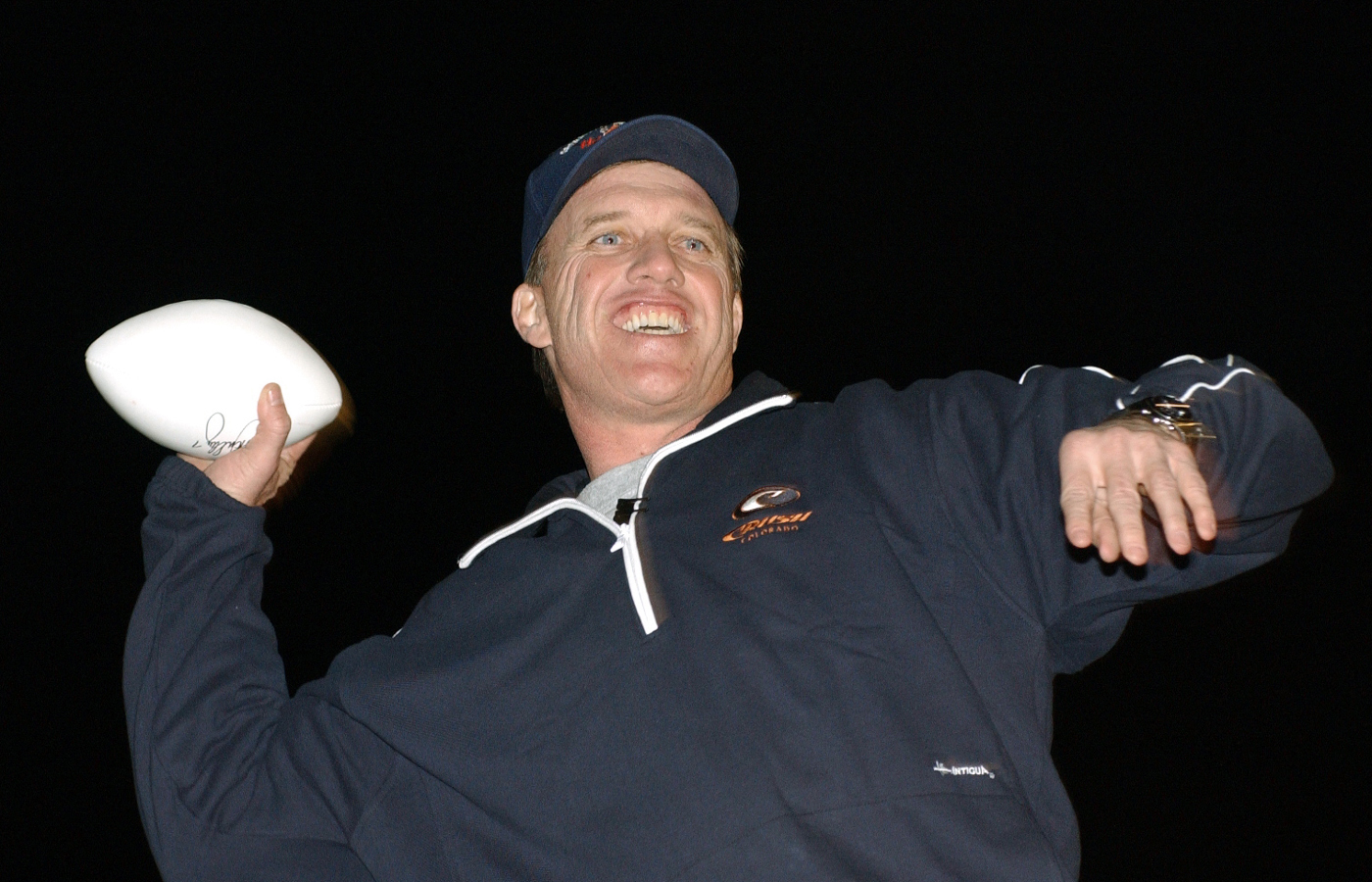
John Elway.

Dopo la stagione incolore del 1988, Elway portò nuovamente i Broncos ai playoff con il miglior record di conference. Dopo una sofferta vittoria contro i Pittsburgh Steelers (24-23 in rimonta, con TD vincente a 2'23" dalla fine), John Elway realizzò una grandissima prestazione nell'ennesima vittoria (37-21) contro i Browns nella finale AFC, con 385 yard e 3 touchdown passati senza intercetti e 39 yard corse. Tuttavia, per la terza volta, per il quarterback di Port Angeles il Super Bowl si dimostrò stregato: 10-55 contro i San Francisco 49ers, con Elway capace di segnare in corsa l'unico TD per Denver, ma con solo 108 yard lanciate e 2 intercetti al passivo).
Quando ormai la sua carriera pareva al termine, il trentasettenne Elway ritrovò nella stagione 1997 lo smalto degli anni migliori. I Broncos, notevolmente rafforzati dall'innesto del giovane running back Terrell Davis, finalmente si dotarono di un gioco equilibrato ed Elway concluse la stagione con 3.635 yard lanciate. Nei playoff, dopo la facile vittoria (42-17) contro i Jacksonville Jaguars, Denver andò a conquistare le vittorie in trasferta contro i Kansas City Chiefs (14-10 in rimonta) e contro i Pittsburgh Steelers (24-21). Nel Super Bowl, i Broncos riuscirono nell'impresa di superare 31-24 i favoritissimi campioni in carica dei Green Bay Packers. Nonostante statistiche non eccezionali sui lanci (12 completi su 22 per 123 yard e 1 intercetto), Elway mise il suo sigillo sulla partita, segnando un TD su corsa ed eseguendo una giocata poi soprannominata "elicottero": nel terzo quarto, sul 17-17, in una situazione di terzo down e 6 yard, Elway, non trovando un ricevitore libero, si lanciò contro la difesa di Green Bay, venne colpito ma compiendo una piroetta in aria (in un movimento simile a quello del rotore di un elicottero), Elway atterrò sulla linea delle 4 yard conquistando il primo down e, due giochi dopo, Denver segnò un TD decisivo.
Il 1998, l'ultimo della carriera di Elway, fu una stagione trionfale. I campioni in carica vinsero le prime 13 partite, chiudendo al primo posto della AFC (14-2 il record finale). Per il quarterback una stagione da 3.808 yards lanciate. Nei playoff Elway sconfisse 38-3 l'eterno rivale Dan Marino dei Miami Dolphins e, nella finale di conference, i New York Jets per 23-10 nella sua ultima partita al Mile High Stadium. Nel Super Bowl il trentottenne John Elway condusse i Broncos al trionfo per 34-19, venendo eletto MVP della partita: 18 passaggi completi su 29, 336 yard lanciate, un TD lanciato ed uno corso.

## Palmarès

### Franchigia
- Super Bowl : 2

Denver Broncos: XXXII, XXXIII
 American Football Conference Championship: 5
Denver Broncos: 1986, 1987, 1989, 1997, 1998

### Individuale
- MVP del Super Bowl: 1

1998
- MVP della NFL: 1

1987
- Convocazioni al Pro Bowl: 9

1987, 1988, 1990, 1992, 1994, 1995, 1997, 1998, 1999
- Second-Team All-Pro: 3

1987, 1993, 1996
- Miglior giocatore offensivo dell'anno della AFC: 2

1987, 1993
- Formazione ideale della NFL degli anni 1990
- Pro Football Hall of Fame (Classe del 2004)
- Formazione ideale del 100º anniversario della National Football League
- Classificato al #23 tra i migliori cento giocatori di tutti i tempi da NFL.com
- Formazione ideale del 50º anniversario dei Denver Broncos
- Numero 7 ritirato dai Denver Broncos

## Statistiche e record

### Stagione regolare
| Anno              | Passaggi   | Passaggi   | Passaggi    | Passaggi | Passaggi |  | Corse | Corse | Corse | Corse |
| Anno              | Ten        | Comp       | Yard        | TD       | Int      |  | Ten   | Yard  | Media | TD    |
| ----------------- | ---------- | ---------- | ----------- | -------- | -------- |  | ----- | ----- | ----- | ----- |
| 1983              | 259        | 123        | 1 663       | 7        | 14       |  | 28    | 146   | 5.2   | 1     |
| 1984              | 380        | 214        | 2 598       | 18       | 15       |  | 56    | 237   | 4.2   | 1     |
| 1985              | 605¹       | 327²       | 3 891²      | 22       | 23       |  | 51    | 253   | 5.0   | 0     |
| 1986              | 504        | 280        | 3 485       | 19       | 13       |  | 52    | 257   | 4.9   | 1     |
| 1987              | 410        | 224        | 3 198       | 19       | 12       |  | 66    | 304   | 4.6   | 4     |
| 1988              | 496        | 274        | 3 309       | 17       | 19       |  | 54    | 234   | 4.3   | 1     |
| 1989              | 416        | 223        | 3 051       | 18       | 18       |  | 48    | 244   | 5.1   | 3     |
| 1990              | 502        | 294        | 3 526       | 15       | 14       |  | 50    | 258   | 5.2   | 3     |
| 1991              | 451        | 242        | 3 253       | 13       | 12       |  | 55    | 255   | 4.6   | 6     |
| 1992              | 316        | 174        | 2 242       | 10       | 17       |  | 34    | 94    | 2.8   | 2     |
| 1993              | 551¹       | 348¹       | 4 030¹      | 25²      | 10       |  | 44    | 153   | 3.5   | 0     |
| 1994              | 494        | 307        | 3 490       | 16       | 10       |  | 58    | 235   | 4.1   | 4     |
| 1995              | 542        | 316        | 3 970       | 26       | 14       |  | 41    | 176   | 4.3   | 1     |
| 1996              | 466        | 287        | 3 328       | 26       | 14       |  | 50    | 249   | 5.0   | 4     |
| 1997              | 502        | 280        | 3 635       | 27       | 11       |  | 50    | 218   | 4.4   | 1     |
| 1998              | 356        | 210        | 2 806       | 22       | 10       |  | 37    | 94    | 2.5   | 1     |
| Totale (all-time) | 7 250 (4º) | 4 123 (4º) | 51 475 (4º) | 300 (5º) | 226      |  | 774   | 3 407 | 4.4   | 33    |

### Playoff
| Anno   | Passaggi | Passaggi | Passaggi | Passaggi | Passaggi |  | Corse | Corse | Corse | Corse |
| Anno   | Ten      | Comp     | Yard     | TD       | Int      |  | Ten   | Yard  | Media | TD    |
| ------ | -------- | -------- | -------- | -------- | -------- |  | ----- | ----- | ----- | ----- |
| 1983   | 15       | 10       | 123      | 0        | 1        |  | 3     | 16    | 5.3   | 0     |
| 1984   | 37       | 19       | 184      | 2        | 2        |  | 4     | 16    | 4.0   | 0     |
| 1986*  | 107      | 57       | 805      | 3        | 4        |  | 15    | 101   | 6.7   | 2     |
| 1987*  | 89       | 42       | 797      | 6        | 5        |  | 18    | 76    | 4.2   | 1     |
| 1989*  | 82       | 42       | 732      | 4        | 3        |  | 16    | 91    | 5.7   | 1     |
| 1991   | 54       | 30       | 378      | 1        | 2        |  | 10    | 49    | 4.9   | 0     |
| 1993   | 47       | 29       | 302      | 3        | 1        |  | 5     | 23    | 4.6   | 0     |
| 1996   | 38       | 25       | 226      | 2        | 0        |  | 5     | 30    | 6.0   | 0     |
| 1997*  | 96       | 56       | 726      | 3        | 2        |  | 9     | 25    | 2.8   | 1     |
| 1998*  | 86       | 45       | 691      | 3        | 1        |  | 9     | 34    | 3.8   | 1     |
| Totale | 651      | 355      | 4 964    | 27       | 21       |  | 94    | 461   | 4.9   | 6     |

- 31 rimonte vincenti nell'ultimo quarto;
- unico giocatore ad aver lanciato oltre 3.000 yard e corso oltre 200 nella stessa stagione per 7 anni consecutivi (1985-1991);
- è il più vecchio giocatore ad aver segnato un TD nel Super Bowl (a 38 anni);
- è uno dei 4 QB ad aver lanciato almeno 3.000 yard per 12 stagioni.